# Сент-Анн (национальный парк)
Национа́льный парк Сент-Анн — национальный морской парк, расположенный в 5 км от города Виктория, Сейшельские острова.

## История
Был открыт в 1973 году для сохранения животного мира Индийского океана. В создание принимал участие общественный деятель Кантилал Дживан.
На территории была запрещена ловля рыбы и воднолыжный спорт. В журнале New Scientist от октября 1986 года сообщалось об доходе $22 миллионов долларов (от продажи билетов). В 2005 году, после подорожания цен на проживания местного населения, были построены отели для туристов.

## Природа
На островах также активно селятся черепахи вида Бисса, по данным на 1984 год там ежегодно селилось 55-70 самок черепах. В районе островов растут крупные лиственные леса мангры.

## Туризм
Сейшельские острова считаются одними из самых известных туристических мест Индийского океана, на островах развит дайвинг, экскурсия на лодке со стеклянным дном и подводный спорт. На главном острове Сент-Анн находится крупный курорт, на острове Серф и Раунд-Айленд — рестораны в креольском стиле. Острова Муайен и Серф можно посетить по договоренности.

## География
Национальный парк состоит из островов
- Сент-Анн[англ.] — 2,19 км²[5]
- Каше[англ.] — 0,021 км²[9]
- Серф — 1,27 км²[5]
- Ронд[англ.] — 0,018 км²[5]
- Лонг[англ.] — 0,212 км²[5]
- Муайен — 0,089 км²[5]
- Сош[англ.] — 0,04 км²

Общая площадь остров морского парка — 14,43 км²

## Административное устройство
Все острова национального парка относятся к округу Мон-Флери. Из-за небольшого населения, на островах не расположены здания государственных служб, жители островов ездят на остров Виктория.

## Галерея

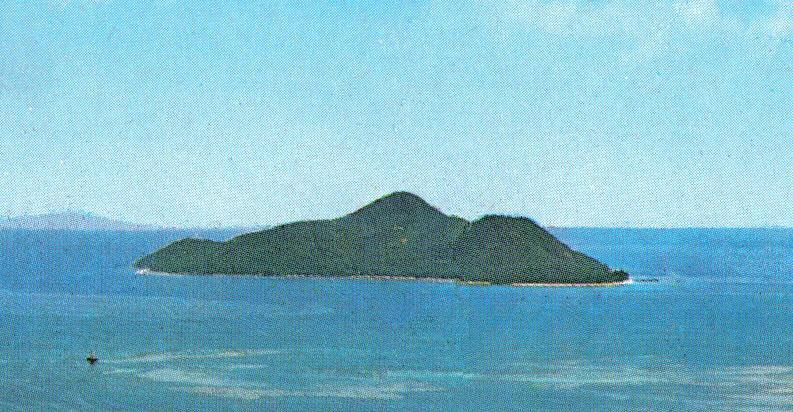
Остров Сент-Анн[англ.]
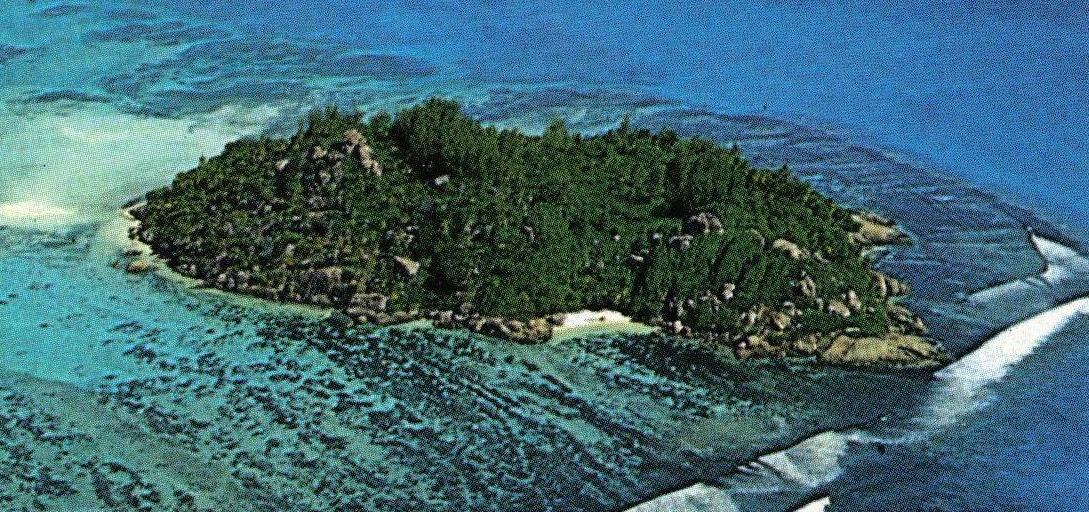
Вид на остров Муайен, Сейшельские острова, 1970
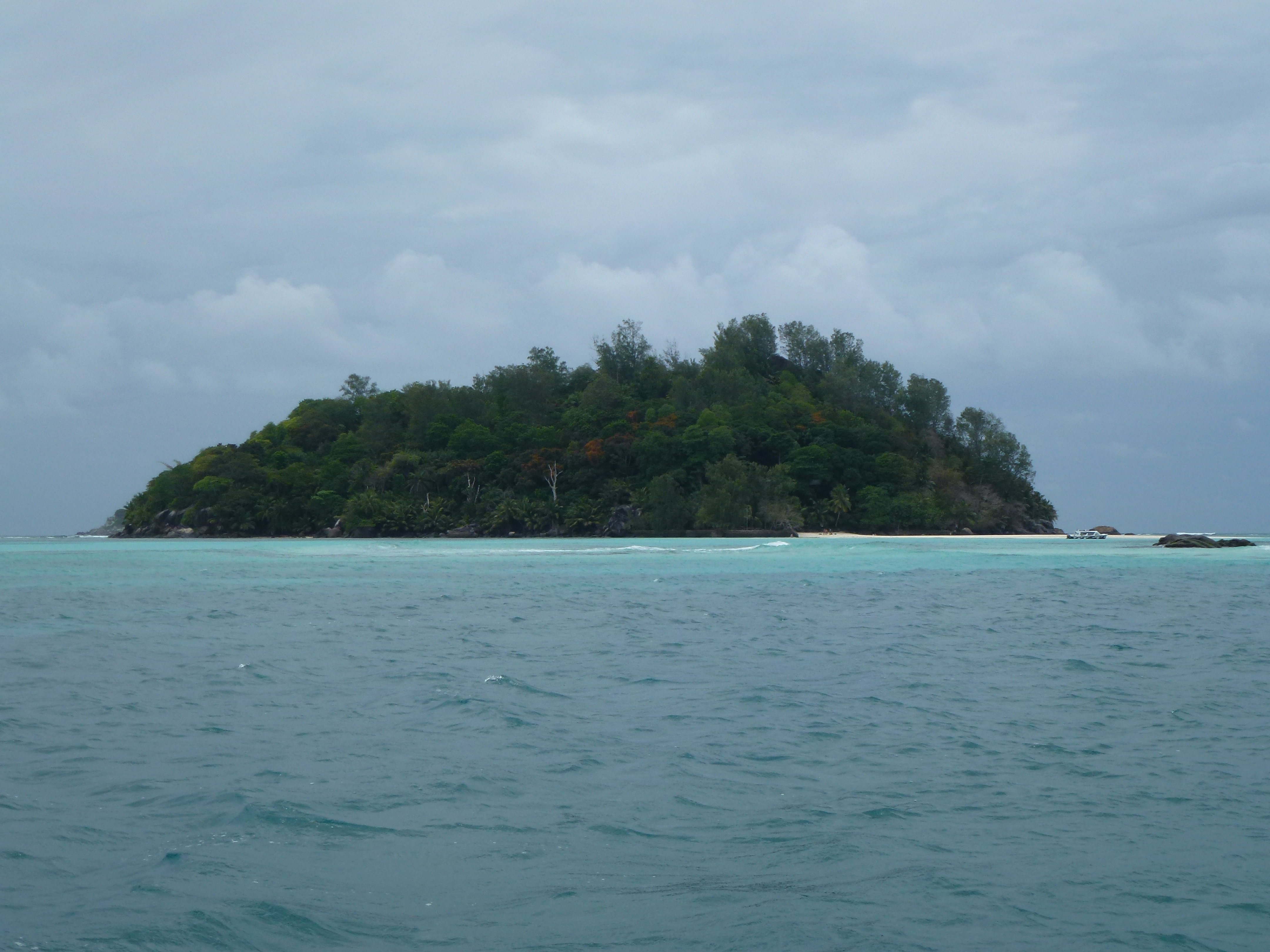
Остров Муайен, Сейшельские острова
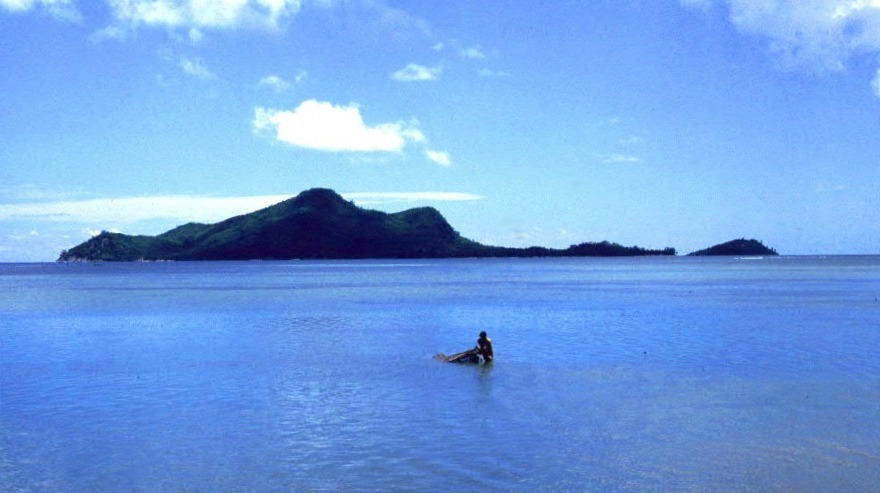
Остров Серф, 1980